# TV Südbaden
TV Südbaden war ein regionales TV-Vollprogramm für Südbaden, das von September 2001 bis Januar 2015 von der Funkhaus Freiburg GmbH & Co. KG in Freiburg im Breisgau (Baden-Württemberg), einer Tochtergesellschaft der Neue Welle Rundfunk-Verwaltungsgesellschaft mbH & Co. KG, Nürnberg (Funkhaus Nürnberg), angeboten wurde.
TV Südbaden arbeitete im Funkhaus Freiburg eng mit dem Lokalradiosender baden.fm zusammen.

## Geschichte
Der Sender ging am 15. September 2001 unter dem Namen FR TV auf Sendung und heißt seit einem Programmrelaunch im Mai 2003 TV Südbaden. Im Jahr erreichte TV Südbaden nach Mediadatenanalyse durchschnittlich etwa 500.000 Zuschauer in Südbaden.
Am 16. Januar 2015 wurde der Sendebetrieb aus finanziellen Gründen eingestellt. Laut eigenen Angaben war es durch eine geringe Kabelabdeckung in Südbaden und damit einen zu geringen Durchdringungsgrad nicht möglich, kostendeckend zu arbeiten.
Im Frühjahr 2017 hat Baden TV das Sendegebiet von TV Südbaden, also die Stadt- und Landkreise Freiburg, Emmendingen, Breisgau-Hochschwarzwald, Ortenaukreis, Lörrach und Waldshut, übernommen.

## Sendungen
Zum Zeitpunkt des Sendeschlusses bestand folgendes Programm:
| Name                                         | Beschreibung |
| -------------------------------------------- | --- |
| Südbaden Aktuell                             | Nachrichtensendung mit Berichten aus den Bereichen Politik, Wirtschaft, Kultur, und Soziales. (Jeden Freitag: „Steilpass – SC direkt“)                                                                                      |
| Südbaden Sport                               | TV-Sportshow mit Highlights, Analysen und Hintergründe rund um den Sport in Südbaden mit dem „Hilzinger-1000-Euro-Schuss“ (vergleichbar mit dem Torwand-Schießen im aktuellen sportstudio des ZDF).                         |
| Vital                                        | Gesundheitsmagazin mit Berichten über Gesundheit, Wellness und Fitness in Zusammenarbeit mit dem Herz-Zentrum Bad Krozingen, der Theresienklinik Bad Krozingen, der Kur und Bäder GmbH Bad Krozingen und Siemens Healthcare |
| Mittendrin                                   | Impressionen von südbadischen Veranstaltungen |
| Südlicht – Nachrichten aus Baden-Württemberg | Wochenrückblick in Kooperation mit Baden TV, dem Rhein-Neckar Fernsehen, Regio TV Stuttgart, Regio TV Schwaben und Regio TV Bodensee                                                                                        |
| R(h)eingeschaut – Magazin für Baden          | Wochenrückblick in Kooperation mit Baden TV und dem Rhein-Neckar Fernsehen |
| SÜDBADENtalk                                 | Talk mit Menschen, die eine interessante, wichtige oder berührende Geschichte zu erzählen haben. |
| Kneipen-Talk                                 | |
| Wirtschaft in Südbaden                       | Business-Magazin für die Regio, indem Firmen vorgestellt werden, die sich durch ihre unternehmerischen Leistungen auszeichnen und den Wirtschaftsstandort Südbaden aktiv mitgestalten.                                      |
| Kino News                                    | Magazin für Kino-Fans |
| alma* – uni.tv Freiburg                      | TV-Magazin von Studenten der Universität Freiburg |
| GLFtv – Hochschulfernsehen Furtwangen        | |
| Kuno’s – Oldiemagazin                        | Storys aus Rock, Pop, Jazz und Blues mit Kuno Dreysse |
| ALPHA & OMEGA                                | Kirchenmagazin von K!P-TV |